# Bruno von Vietinghoff

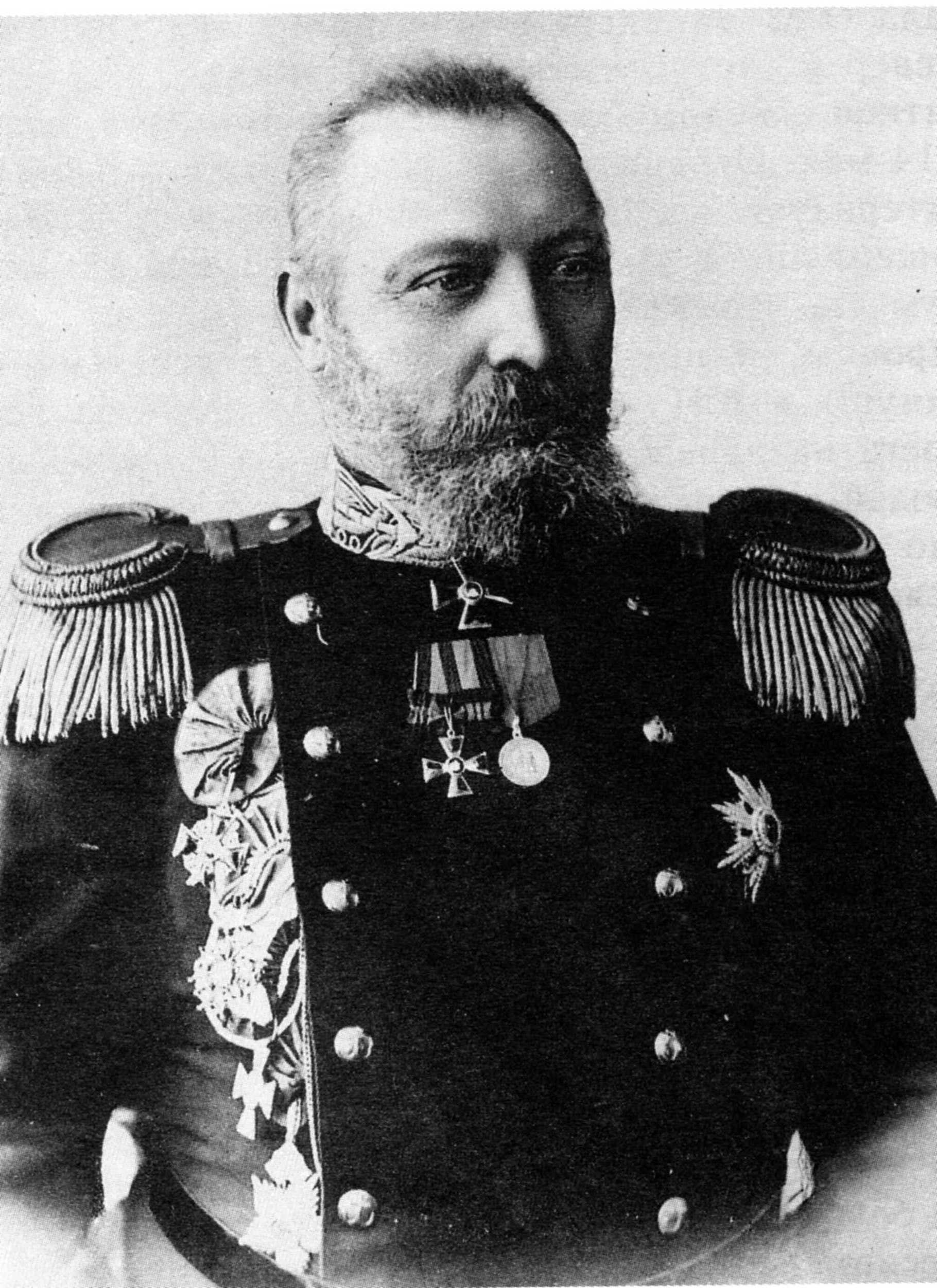
Bruno von Vietinghoff

Bruno Gotthard Eduard Freiherr von Vietinghoff genannt Scheel (russisch Бруно Александрович фон Фитингоф, transkribiert Bruno Alexandrowitsch fon Fitingof; * 15. Dezember 1849 in Groß-Kongota, Livland; † 27. Mai 1905 gefallen im Russisch-Japanischen Krieg in der Seeschlacht von Tsushima) war ein Kaiserlich Russischer Kapitän I. Ranges. Er wurde postum zum Admiral befördert.

## Leben
Er entstammte dem im 14. Jahrhundert begründeten baltischen Zweig des ursprünglich westfälischen Adelsgeschlechts Vietinghoff. Er trat am 28. September 1866 in die Kadettenschule der Kaiserlich-russischen Marine ein. Seine Bordausbildung erfolgte im Sommer 1867 auf der Fregatte Gromoboï (Громобой), im Sommer 1868 auf der Korvette Bajan (Баян), im Sommer 1869 auf dem Kanonenboot Marewo (Марево), im Sommer 1870 auf der Fregatte Peresvjet (Пересвет) und im Herbst und Winter 1870/71 auf der Korvette Pamjat Merkuria (Память Меркурия), einem Schulschiff im Schwarzen Meer.
Vietinghoff wurde am 24. April 1870 zum Gardemarin ernannt und im Mai 1870 zur 2. Flotte versetzt. Nach weiteren Ausbildungsfahrten im Sommer und Herbst 1871 auf der Fregatte Petropawlowsk (Петропавловск) und dem Artillerieschulschiff Perwenets (Первенец) wurde er am 24. April 1872 zum Mitschman (Unterleutnant zur See) befördert. Nach 10 Monaten (November 1872 – September 1873) an der Infanterieschule wurde er Anfang Oktober 1873 zur Zollflottille versetzt, wo er 1873–1874 auf dem Zollkutter Zorkaya (Зоркая) und 1875–1977 auf dem Zollkutter Tschasowoi (Часовой) diente und am 14. Januar 1876 zum Leitenant (Leutnant zur See) befördert wurde. Am 16. Mai wurde er zur 6. Flotte versetzt. Im Frühjahr 1878 diente er sechs Wochen auf dem gepanzerten Kanonenboot Smertsch (Смерч). Dann wurde er erneut der Zollflottille zur Verfügung gestellt, wo er vom 21. April 1878 bis zum 6. Mai 1884 den Schoner Strasch (Страж) befehligte.
Im April 1885 wurde Vietinghoff zur 7. Flotte versetzt, wo er bis Ende September 1885 die Marinesoldaten auf dem Klipper Schemtschug (Жемчуг) befehligte. Danach begann er die Stabsoffiziersausbildung an der Marineakademie, nach deren Abschluss er am 14. Januar 1887 zum Kapitän 2. Ranges (Kapitan wtorowo ranga = Fregattenkapitän) befördert wurde. Er diente dann zunächst auf dem Kanonenboot Mandschur (Манджур), danach als Kommandant ab November 1891 auf dem Schoner Samojede (Самоед) und ab 1. Januar 1893 wieder auf der seit 1892 als Küstenpanzerschiff klassifizierten Smertsch. Am 12. Februar 1895 wurde er Kommandant der Georg-Tele (Георг-тепе) in Baku im Kaspischen Meer. Im November 1897 erfolgte seine Versetzung zur 3. Flotte in der Ostsee und seine Ernennung zum Kommandeur der Marinestation Reval. Im März 1900 wurde Vietinghoff zum Kommandanten des als Artillerieschulschiff dienenden alten Linienschiffs Kreml (Кремль) ernannt und im Oktober 1900 wurde er zur Marineartillerieschulabteilung versetzt.
Dort wurde er 1904 Kommandant des 1891 vom Stapel gelaufenen Linienschiffs Nawarin (Наварин), das im April 1902 aus Ostasien zurückgekehrt war und nun bis zu seiner für das Jahr 1905 geplanten Modernisierung als Artillerieschulschiff diente. Einige Umbauten (Einbau einer Funkanlage, Überholung der Dampfkessel, Einbau von vier 76-mm-Canet-Schnellfeuergeschützen) wurden nach dem Ausbruch des Russisch-Japanischen Kriegs dann doch noch vorgenommen, da das Schiff mit anderen Einheiten der Baltischen Flotte nach Ostasien verlegt werden sollte. 
In der dann am 27. Mai 1905 stattfindenden Seeschlacht bei Tsushima wurde Vietinghoff durch Granatsplitter schwer verwundet, und als sein Schiff schließlich nach mehreren Torpedotreffern in der Nacht kenterte und sank, ging er mit nahezu der gesamten Besatzung der Nawarin unter.
In der Admiralität in Sankt Petersburg hängt (selbst in kommunistischer Zeit nicht entfernt) eine Gedenktafel für den „Helden Russlands“, Bruno Alexandrowitsch Vietinghoff.